# Atrichoseris platyphylla
Genre
Espèce
Classification phylogénétique
Atrichoseris platyphylla est une espèce de plantes à fleurs de la famille des Asteraceae. C'est une plante herbacée originaire du sud-ouest des États-Unis.

## Description morphologique

### Appareil végétatif

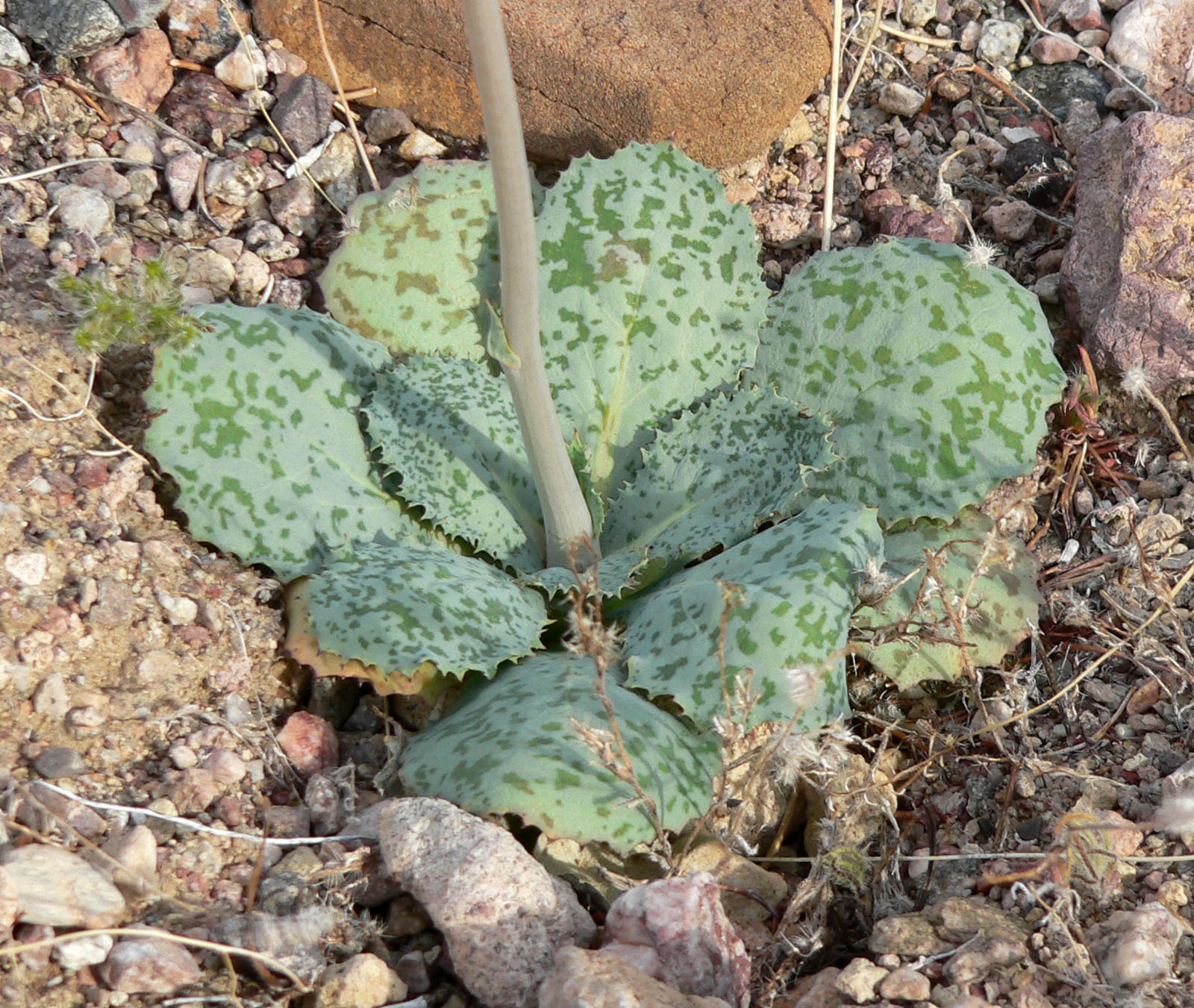
Rosette de feuilles dAtrichoseris platyphylla.

Cette plante herbacée de 30 à 70 cm de hauteur possède à la base une rosette de feuilles de 3 à 10 cm de longueur, de couleur grisâtre, tachetées de vert et parfois de pourpre. De forme ovale, ces feuilles ont une bordure dentelée inégale, garnie par place de petites pointes épineuses. De cette rosette part la tige florale (ou parfois plusieurs), longue et frêle, lisse, grise, qui se ramifie dans sa partie supérieure et ne porte que quelques feuilles très petites.

### Appareil reproducteur
La floraison a lieu entre février et mai. L'inflorescence est un capitule blanc ou très légèrement rosé, situé à l'extrémité de chaque ramification des tiges florales. Chaque capitule, de 2,5 à 5 cm de diamètre, ne contient que des fleurons ligulés. Chaque ligule est indenté en 5 languettes ; les plus externes sont plus longs que les plus internes.
Les fruits sont des akènes en forme de massue pentagonale et ne présentent aucun poil.

## Répartition et habitat
Cette plante pousse dans les zones basses et sablonneuses de certaines régions désertiques du sud-ouest des États-Unis (du sud de la Californie ou sud-ouest de l'Utah et au nord-ouest de l'Arizona).

## Systématique
Le nom de genre, Atrichoseris, est formé de plusieurs racines grecques (a privatif, τρίχα et σέρις) signifiant chicorée sans poil, et platyphylla signifie à feuilles plates.

### GenreAtrichoseris
- (en) Flora of North America : Atrichoseris
- (en) Catalogue of Life : Atrichoseris A. Gray (consulté le 11 décembre 2020)
- (fr + en) ITIS : Atrichoseris  Gray
- (en) NCBI : Atrichoseris (taxons inclus)
- (en) GRIN : genre Atrichoseris  A. Gray (+liste d'espèces contenant des synonymes)

### EspèceAtrichoseris platyphylla
- (en) Flora of North America : Atrichoseris platyphylla
- (en) Catalogue of Life : Atrichoseris platyphylla (A. Gray) A. Gray (consulté le 18 décembre 2020)
- (fr + en) ITIS : Atrichoseris platyphylla  (Gray) Gray
- (en) NCBI : Atrichoseris platyphylla (taxons inclus)
- (en) GRIN : espèce Atrichoseris platyphylla  (A. Gray) A. Gray